# 고가와라역
고가와라역(일본어: 小川原駅)은 일본 아오모리현 도호쿠정에 위치한 아오이모리 철도 아오이모리 철도선의 철도역이다. 이 역은 시점인 메토키 역으로부터 53.5km 떨어져 있으며, 도쿄역부터는 670.8km 떨어져 있는 역이다.

## 승강장
2면 2선 구조의 철도역이며 승강장은 과선교로 이어져 있다.

### 타는 곳
| 승강장  | 노선                | 방향 | 행선                   |
| ------- | ------------------- | ---- | ---------------------- |
| 역사 쪽 | ■ 아오이모리 철도선 | 하행 | 노헤지 · 아오모리 방면 |
| 상대 쪽 | ■ 아오이모리 철도선 | 상행 | 미사와 · 하치노헤 방면 |

## 역세권 정보
- 오가와라호

## 역사
- 1944년 8월 1일: 신호장 설치
- 1953년 6월 10일: 철도역으로 승격, 영업 개시.
- 1971년 8월: 역 사무원 배치 폐지.
- 1987년 4월 1일 : 민영화에 따라, 동일본 여객철도가 계승.
- 2010년 12월 4일 : 도호쿠 신칸센이 신아오모리역까지 연장 개통함에 따라 아오이모리 철도로 이관.

## 인접역
| 아오이모리 철도 ■ 아오이모리 철도선 | 아오이모리 철도 ■ 아오이모리 철도선 | 아오이모리 철도 ■ 아오이모리 철도선 |
| ----------------------------------- | ----------------------------------- | ----------------------------------- |
| 미사와 하치노헤 방면                | 보통                                | 가미키타초 아오모리 방면            |